# 70 до н. е.

## Народились
- 15 жовтня — Вергілій, найвидатніший поет стародавнього Риму та один із найвизначніших поетів античної літератури, автор епосу «Енеїда»
- Публій Корнелій Долабелла — римський воєначальник, консул-суффект 44 до н. е..